# Sarah Van Den Boom
Sarah Van Den Boom, née en 1975, est une réalisatrice d'animation française.
Elle est la cofondatrice de la société de production Papy3D Productions, pour laquelle elle a réalisé plusieurs courts métrages, dont Raymonde ou l'évasion verticale, nommé pour le César du meilleur court métrage d'animation en 2019, et lauréat de plusieurs prix dans des festivals.

## Biographie
Sarah Van Den Boom se forme aux métiers de l'art à l'ESAG Penninghen puis dans l'atelier animation de l'École nationale supérieure des arts décoratifs. A l'obtention de son diplôme en 2000, elle se lance dans la réalisation de son premier court-métrage d'animation, Novecento, pianiste, adapté du texte d'Alessandro Barrico[réf. nécessaire].
Elle travaille ensuite comme technicienne sur Persépolis, sur des séries et des courts-métrages, avant de réaliser plusieurs spots publicitaires pour Acme Filmworks[réf. nécessaire].
Elle réalise en 2009 son second film personnel, La femme-squelette, très librement inspiré du conte inuit éponyme. Le film est présélectionné pour le tout nouveau César du film d'animation en 2011.
Son troisième film, Dans les eaux profondes, coproduit avec l'Office national du film du Canada, sort en 2015 et est primé à Annecy, Clermont-Ferrand et Brooklyn,. Il est diffusé dans le cadre du festival en ligne My French Film Festival,. Il fait partie de la liste des 12 courts-métrages présélectionnés pour le César du court-métrage d'animation en 2016. Le film est devenu Vimeo Staff Pick en septembre 2016[réf. nécessaire].
Son dernier film en volume Raymonde ou l'évasion verticale, fini en 2018, est nommé pour le César du meilleur court métrage d'animation en 2019,. Il remporte des prix à Leeds, Vila Do Conde, Brooklyn et Brisbane,,,. Il remporte également le prix France-Télévisions du court-métrage 2019 remis au festival de Clermont-Ferrand.

## Filmographie
- 2005 : Novecento, pianiste
- 2009 : La femme-squelette
- 2015 : Dans les eaux profondes
- 2018 : Raymonde ou l'évasion verticale